# Günter Junge
Günter Junge (* 12. Mai 1928 in Nordhausen), auch als Günther Junge referenziert, ist ein deutscher Gebrauchsgrafiker und Hochschullehrer.

## Leben und Werk
Junge absolvierte von 1945 bis 1947 eine Lehre als Technischer Zeichner und arbeitete dann in seinem Beruf. Von 1950 bis 1953 studierte er bei Willi Sitte, Kurt Bunge, Charles Crodel und Gustav Weidanz am Institut für künstlerische Werkgestaltung Burg Giebichenstein und danach bis 1956 bei Albert Kapr, Wolfgang Mattheuer und Hans Mayer-Foreyt an der Hochschule für Grafik und Buchkunst Leipzig (HGBK). Von 1956 bis 1959 war er Dozent, Fachrichtungs- und Abteilungsleiter an der Fachschule für Werbung und Gestaltung Berlin-Schöneweide (FSWG). Einer seiner Schüler war Ingo Arnold. 1969/1970 hatte Junge eine Dozentur an der HGBK. Ab 1970 war er Hochschuldozent und Abteilungsleiter und ab 1977 Professor an der Kunsthochschule Berlin-Weißensee. Junge war bis 1990 Mitglied des Verbands Bildender Künstler der DDR. Neben seiner Lehrtätigkeit machte Junge eine Vielzahl gebrauchsgrafischer Arbeiten, insbesondere Typografie und Entwürfe für Schutzumschläge, Exlibris, Bucheinbände und Initialen unter anderem für die Verlage Brockhaus Leipzig, Neues Leben, Rütten & Loening, Verlag der Nation, E. A. Seemann und Volk und Welt. Außerdem entwarf er Plakate und Signets, so für die FSWG (1968), Brockhaus (1962) und den Mitteldeutschen Verlag (1971).
Für die Zeit seit der deutschen Wiedervereinigung wurden keine Informationen zu Junge gefunden.

## Ehrungen
- 1965: Bronzemedaille der Internationalen Buchkunst-Ausstellung Leipzig
- 1956 bis 1968: zehn Ehrungen im Wettbewerb „Schönste Bücher der DDR“
- 1968: Ehrung im Wettbewerb „Die 100 besten Plakate des Jahres“
- 1969: Theodor-Fontane-Preis für Kunst und Literatur

## Weitere Werkbeispiele

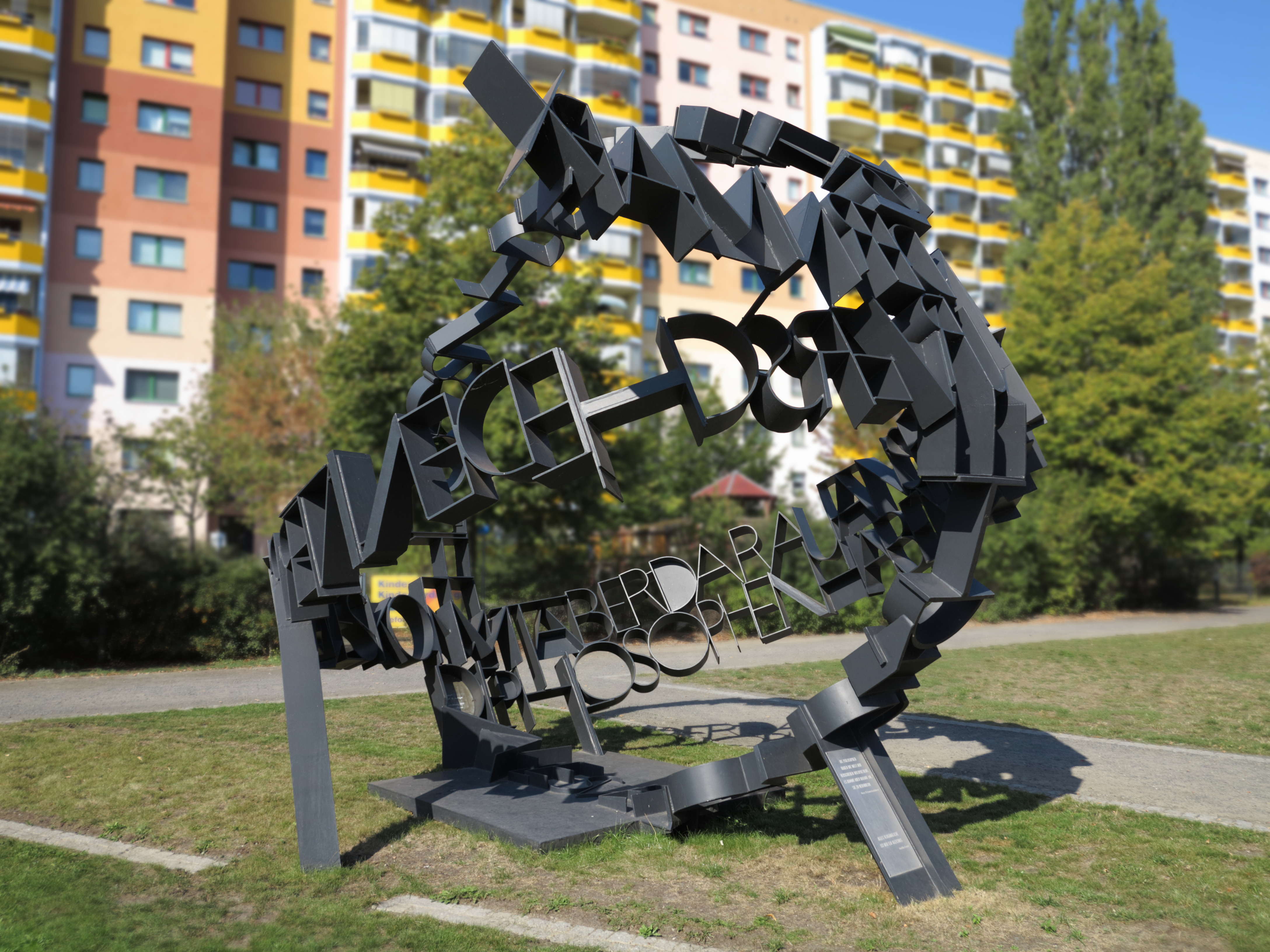
Die Transparente Weltkugel am Standort auf einer Grünfläche an der Breiten Straße in Potsdam

### Entwurf für Werk im öffentlichen Raum
- Transparente Weltkugel (1977/1978); Stahlplastik mit Textzitaten, ø 500 cm; Ausführung Ulrich Dalichow (Kunstschmied); Potsdam (ursprünglich neben der Wissenschaftliche Allgemeinbibliothek, seit 2019 auf einer Grünfläche neben einem Einkaufszentrum, etwa Breite Straße/Ecke Zeppelinstraße);[1]
 die zwei Zitate sind: horizontal (äquatorial) „Die Philosophen haben die Welt nur verschieden interpretiert, es kommt aber darauf an, sie zu verändern“ (Karl Marx, 11. These über Feuerbach) und vertikal (meridional) „Alles Vergängliche ist nur ein Gleichnis“ (Johann Wolfgang Goethe, Faust II).[2]

### Entwürfe für Gedenkmünzen
Vergleiche unter Gedenkmünzen der DDR, 10-Mark-Gedenkmünzen.
- 25 Jahre DDR (1974)
- 200. Geburtstag von Caspar David Friedrich (1974; gemeinsam mit Ludwig Engelhardt)
- 150. Todestag von Georg Wilhelm Friedrich Hegel (1981; mit Ludwig Engelhardt)

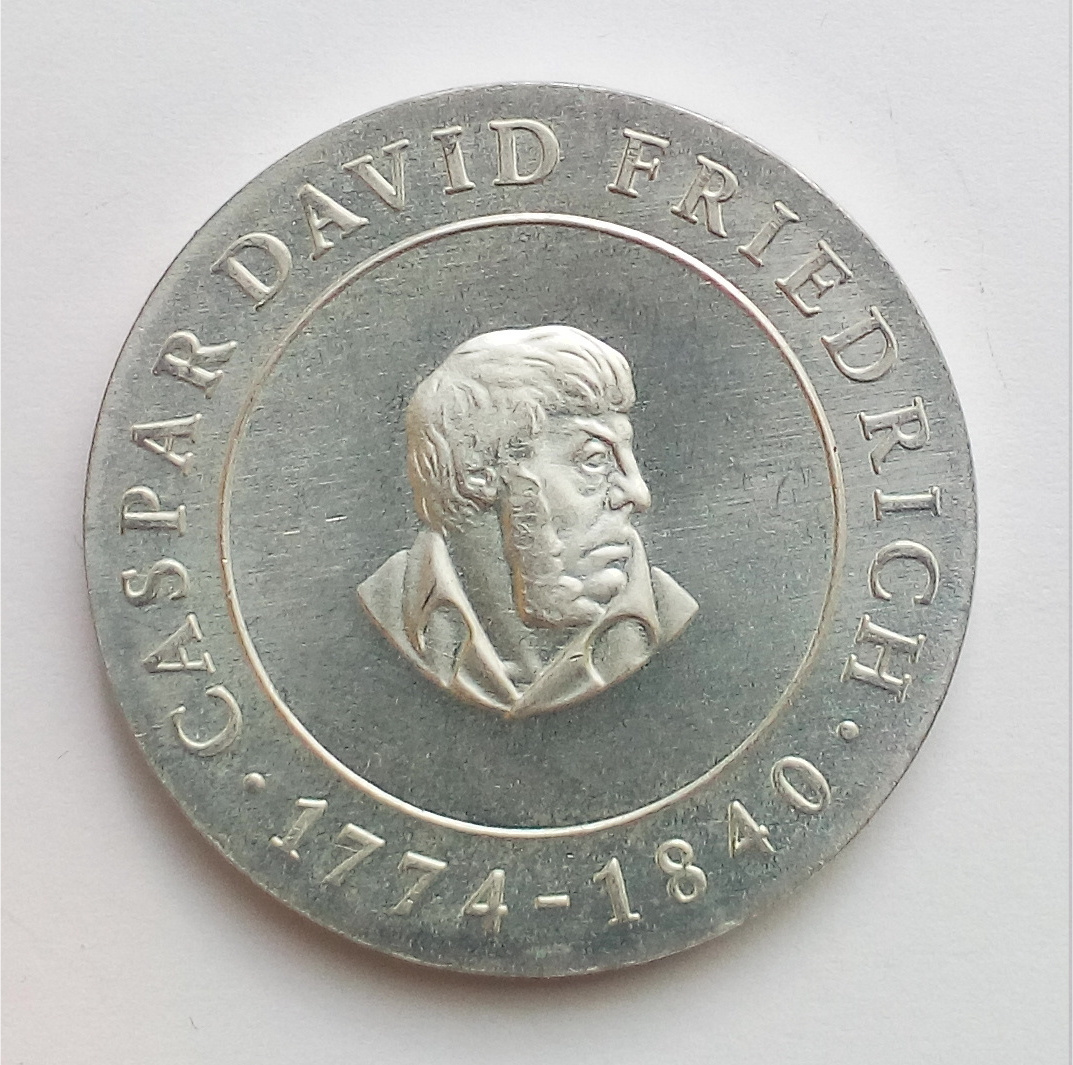
Münze zum 200. Geburtstag von C. D. Friedrich
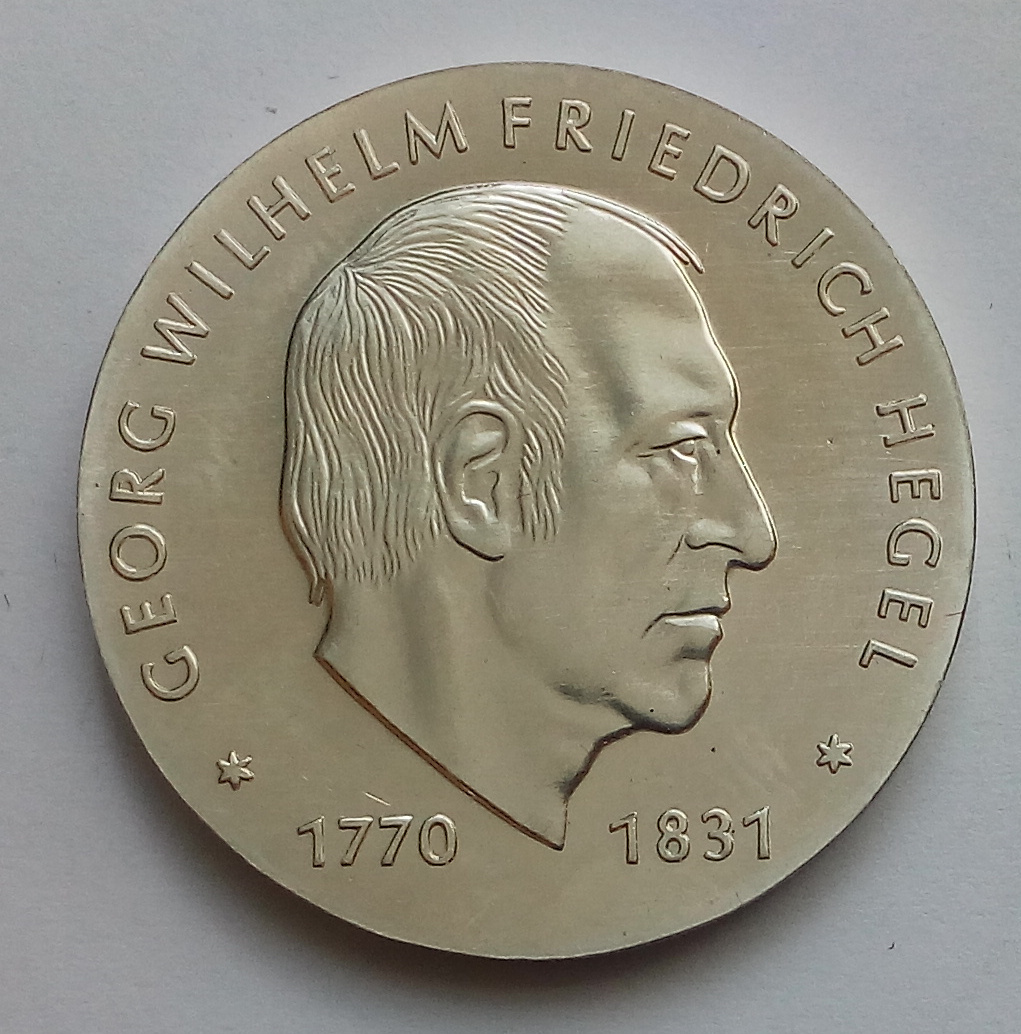
Münze zum 150. Todestag von G. W. F. Hegel

## Teilnahme an zentralen und wichtigen regionalen Ausstellungen in der Zeit der DDR
- 1959 bis 1969: Berlin, fünf Bezirkskunstausstellungen
- 1962 bis 1988 (außer 1982/1983): Dresden, Fünfte Deutsche Kunstausstellung bis X. Kunstausstellung der DDR
- 1965: Berlin, Deutsche Akademie der Künste („Junge Künstler. Gebrauchsgraphik“)
- 1965 und 1969: Leipzig, Internationale Buchkunst-Ausstellung
- 1974: Hamburg, Internationaler Exlibriskongress
- 1974: Brno, Internationale Biennale für Grafikdesign
- 1985: Berlin, Berliner Stadtbibliothek („Marken und Zeichen aus der DDR“)